# Flavio Anastasia
Flavio Anastasia (30 de janeiro de 1969) é um ex-ciclista de estrada italiano, profissional de 1992 a 1993.
Como um ciclista amador, ele conquistou uma medalha de prata na prova de contrarrelógio por equipes nos Jogos Olímpicos de 1992, em Barcelona e ouro no campeonato mundial de contrarrelógio por equipes.